# 제임스 던햄 스튜어트

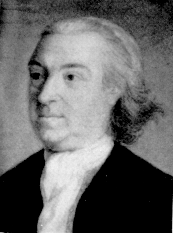

제임스 스튜어트(James Steuart, 1712년 10월 21일 - 1780년 11월 26일)는 저명한 스코틀랜드의 경제학자로 경제학에 대한 책을 최초로 영어로 쓴 학자이다.
그는 그의 저서 <정치경제의 원칙에 대한 논고>에서 영국 정부가 다른 나라들을 어떻게 다룰 것인지에 대하여 설명하였다.
이에 대하여 애덤 스미스는 국부론에서 "창조적인 작품(ingenuous performance)"라고 평하며, 그의 글들이 그를 격노케 하였다.
제임스 스튜어트는 무역과 경제 성장에 정부가 관여하는 것에 대하여 찬성하였다. 이런 그의 주장이 징벌적 관세등의 정부의 참여를 용인하는 결과를 가져왔다.